# بلدة كايندرهوك (ميشيغان)
كايندرهوك (بالإنجليزية: Kinderhook Township, Michigan)‏ هي بلدة تقع بولاية ميشيغان في الولايات المتحدة. تبلغ مساحتها 55.3 (كم²)، وترتفع عن سطح البحر 308 م، بلغ عدد سكانها 1497 نسمة في عام تعداد الولايات المتحدة 2010 حسب إحصاء مكتب تعداد الولايات المتحدة وتصل الكثافة السكانية فيها 29.7 نسمة/كم2.

## وصلات خارجية
- kinderhooktownship.com
- The US50 - Cities and Towns in Michigan State
- Michigan Cities and Towns, Facts, Map, Flag, Colleges, Government, and More